# Mikkel Cramer
Mikkel Engvang Cramer (født 25. januar 1992) er dansk tidligere fodboldspiller.

## Klubkarriere
Det blev offentliggjort den 28. juni 2016, at Cramer skiftede til Silkeborg IF, hvor han skrev under på en etårig kontrakt.
Den 5. juli 2018 indstillede Cramer fodboldkarrieren. Karrierestoppet skyldtes en knæskade.